# Berenice arguta
Berenice es un género monotípico de plantas  perteneciente a la familia Campanulaceae. Contiene una única especie: Berenice arguta Tul. Es originaria de la isla Reunión.

## Taxonomía
Berenice arguta fue descrita por Louis René Tulasne y publicado en Annales des Sciences Naturelles, Botanique 8: 157. 1857.